# Giacomo Lauri-Volpi
Giacomo Lauri Volpi, alla nascita Giacomo Volpi (Lanuvio, 11 dicembre 1892 – Burjassot, 17 marzo 1979), è stato un tenore italiano, fra i più celebri della prima metà del novecento.

## Biografia
Orfano a 11 anni, completò la scuola secondaria nel seminario di Albano e studiò Giurisprudenza all'Università di Roma. Cominciò a studiare canto sotto la guida del baritono Antonio Cotogni all'Accademia Nazionale di Santa Cecilia di Roma.
Costretto ad interrompere gli studi perché chiamato a combattere nella prima guerra mondiale, al suo ritorno a Roma venne a sapere che il suo vecchio amato maestro era morto e, non trovando consono alla sua voce l'insegnamento del nuovo docente a cui era stato affidato, cercò di affrettare i tempi del debutto procurandosi delle audizioni.

### Gli esordi
Esordì con successo il 2 settembre del 1919 a Viterbo ne I puritani di Vincenzo Bellini, usando come pseudonimo il nome di Giacomo Rubini, ispirandosi evidentemente al tenore preferito di Bellini, Giovanni Battista Rubini. Dopo l'esordio decise di usare il proprio nome, ma, essendo già in carriera il tenore Guido Volpi, decise di aggiungere Lauri, parola beneaugurante, a Volpi; la variazione del cognome fu in seguito richiesta e ratificata con Regio Decreto trasformando Giacomo Volpi in Giacomo Lauri Volpi (non è quindi uno pseudonimo).
Quattro mesi dopo, il 3 gennaio del 1920, scritturato da Emma Carelli, conseguì un altro risultato memorabile al Teatro Costanzi di Roma, come Giacomo Lauri-Volpi, cantando con Rosina Storchio ed Ezio Pinza come cavaliere Des Grieux nella Manon di Jules Massenet.
Sempre nello stesso anno a Roma è Rinuccio in Gianni Schicchi con Gilda Dalla Rizza ed Almaviva ne Il barbiere di Siviglia con Nazzareno De Angelis e nel 1921 al Teatro Comunale di Bologna il duca di Mantova in Rigoletto con Toti Dal Monte e Mariano Stabile.
Cominciò ad avvicinarsi ad un repertorio più pesante già su consiglio di Pietro Mascagni, che durante una tournée in Sud America nel 1922 lo volle come Turiddu nella sua Cavalleria rusticana.
Sempre nel 1922 fu il Duca di Mantova nel Rigoletto alla Scala sotto la guida di Arturo Toscanini con la Dal Monte e Carlo Galeffi ed al Grand Théâtre de Monte Carlo con Enrico Molinari e Des Grieux in Manon Lescaut diretto da Toscanini con la Dal Monte e Galeffi alla Scala.
Scritturato continuativamente dal Metropolitan di New York debuttando nel 1923 come duca di Mantova in Rigoletto con Giuseppe De Luca, Amelita Galli-Curci e Flora Perini seguito da Rodolfo ne La bohème con Frances Alda, Antonio Scotti, Alfredo ne La traviata con la Galli-Curci e Giuseppe Danise, Cavaradossi in Tosca con Maria Jeritza e Scotti, il conte Almaviva ne Il barbiere di Siviglia con Titta Ruffo e la Galli-Curci, Pedro in Anima allegra di Franco Vittadini con Angelo Badà, Turiddu in Cavalleria rusticana con Rosa Ponselle e la Perini, e Pinkerton in Madama Butterfly con la Perini e Scotti, arrivando a 307 recite fino al 1933.
Cantando anche in altri teatri nordamericani, dal 1923 in poi cominciò a mettere in repertorio opere dalla vocalità spinta come Andrea Chénier, Aida, Manon Lescaut, e soprattutto Il trovatore, diventando il Manrico di riferimento della sua generazione.
Anche in queste opere però egli usava una vocalità che si rifaceva al modello del tenore di forza ottocentesco, il quale attingeva la corda eroica per mezzo del fraseggio, della dizione aulica e scandita e dello scintillio degli estremi acuti, senza appesantire il medium alla ricerca di volume e risonanze baritonali. Per questo il suo repertorio più tipico, quello in cui veramente eccelleva su tutti, era quello ottocentesco, in cui poteva impersonare, oltre all'innamorato, il guerriero, il condottiero, il personaggio animato da alti ideali di patria o di fede al quale si addiceva particolarmente la fierezza e la nobiltà del suo canto, che all'occorrenza poteva addolcirsi in mezzevoci paradisiache.

### Dal 1929 al 1959
Tenore di spicco al Metropolitan di New York negli anni Venti, cantò splendidamente la Turandot di Puccini nella sua prima esecuzione americana (1926) e la Luisa Miller di Giuseppe Verdi.
Riscosse grande successo per le sue esibizioni, nel 1929 e 1930, nel ruolo di Arnoldo alla Scala di Milano e in altri teatri italiani, nel centenario della prima esecuzione del Guglielmo Tell di Gioachino Rossini.
Successivamente continuò a cantare nei teatri italiani ed europei sempre con grande successo subendo negli anni un declino vocale molto modesto consistente in una leggera perdita di smalto del settore medio-grave e nell'aggravarsi dei problemi di intonazione, ma che non intaccò mai la facilità e lo squillo fenomenale dei suoi acuti.
Uno degli eventi più importanti della fase matura della sua carriera fu il debutto nell'Otello di Giuseppe Verdi nel 1942 alla Scala.
Visse tra Roma, (era proprietario di un villino in via Bosio, vicino a quello di Luigi Pirandello, di cui era amico) e Burjassot (Spagna) ma trascorreva, seguito dalla moglie (Maria Ros, noto soprano spagnolo meglio noto con il nome di Asunción Aguilar) gran parte del suo tempo in giro per il mondo occupato nelle sue attività artistiche. Uomo di profonda cultura classica rimase legato a idee politiche di stampo ottocentesco; essenziale fu nella sua formazione l'esperienza come ufficiale durante la Prima Guerra Mondiale che lo vide in prima fila nei combattimenti. Non aderì al fascismo, anche se i suoi ideali "tradizionali" potrebbero creare equivoci, ma fu sempre tenuto in grande considerazione da Mussolini e, al tempo stesso, guardato con sospetto dagli altri gerarchi perché, mai prono a nessun potere, non disdegnava d'incontrare uomini di stato e di cultura d'ogni fede politica. Il regime, in ogni caso, puntò su Gigli per costruire il mito del Tenore Italico, uomo più disponibile alle richieste dei potenti del momento. Quando scoppiò la Guerra civile spagnola utilizzò la sua "autorità artistica", con l'appoggio del consolato italiano di Valencia, perché si offrisse aiuto alla comunità italiana in Spagna e ottenne da parte di Mussolini l'invio dell'incrociatore Montecuccoli; sono del tutto prive di fondamento le voci di un sostegno economico offerto da Lauri Volpi alle forze reazionarie in Spagna.
La sua ultima recita fu nelle vesti di Manrico ne Il trovatore di Verdi a Roma nel 1959.

### Gli anni '60
Decise di trasferirsi in Spagna definitivamente tra il 1963 e il 1964, profondamente deluso da vicende personali e pubbliche, sulla spinta delle insistenze della moglie che sempre aveva desiderato risiedere in pianta stabile nella sua terra e che, forte di un notevole ascendente, lo convinse non solo ad abbandonare Roma ma a prometterle di non tornare più in Italia.
Ebbero molto peso i continui disaccordi con la famiglia natale (vedi il suo romanzo L'equivoco) che, esasperati dall'intransigenza dei caratteri, non ebbero mai soluzione; Lauri Volpi – salvo pochissime eccezioni – aveva bandito, come testimoniato dall'epistolario privato, i parenti di Lanuvio dalla casa spagnola (analoga scelta aveva fatto Maria Ros nei confronti dei suoi).

### Gli anni '70

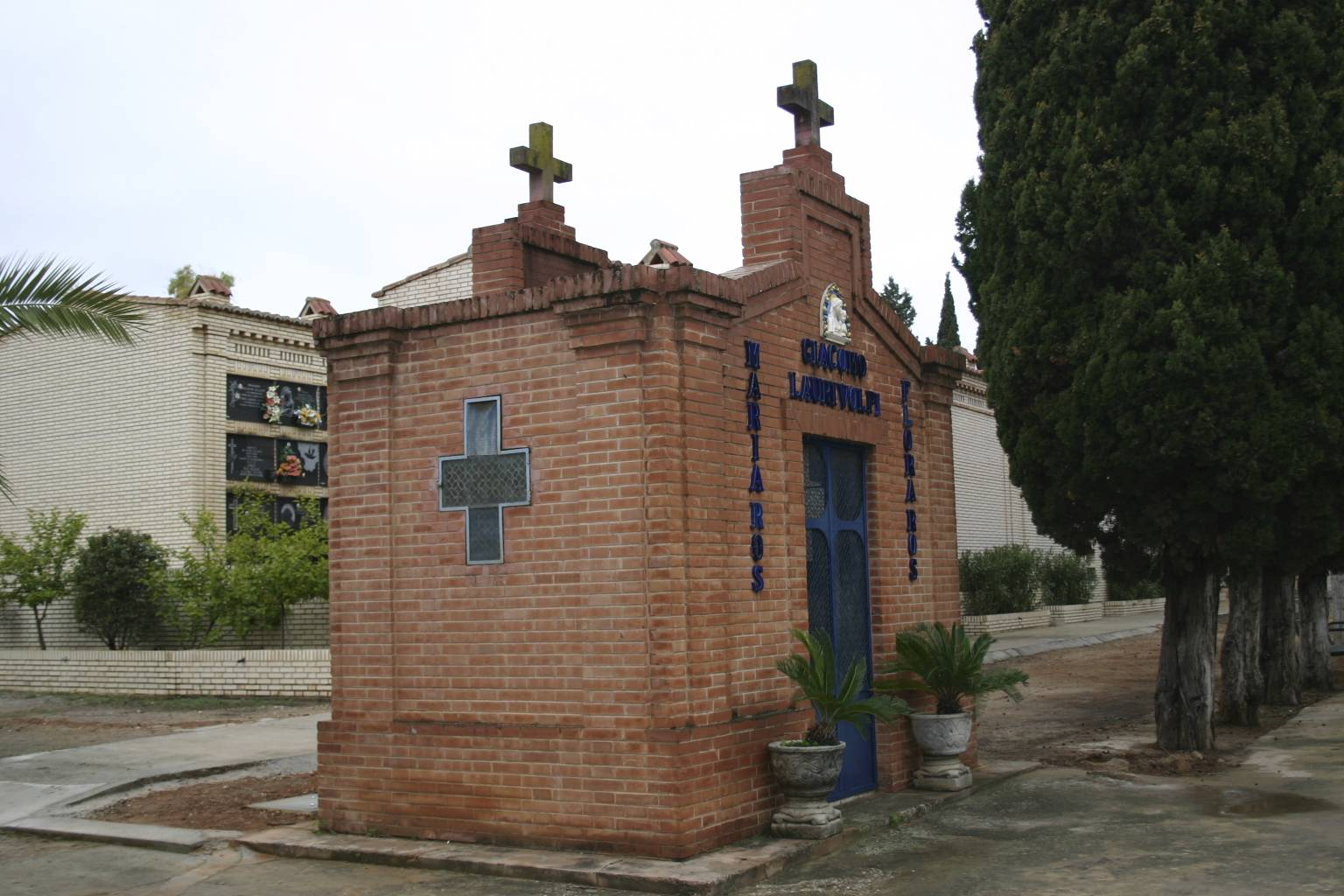
La tomba di famiglia a Godella (Valencia, Spagna), dove è sepolto Lauri-Volpi.

Maria Ros morì nel 1970 all'età di 75 anni.
Nel 1972 Lauri Volpi apparve al Gran Teatre del Liceu di Barcellona, dove cantò Nessun dorma entusiasmando il pubblico.
Nel 1973, a 81 anni, incise una selezione di arie musicali operistiche e nel 1977 comparve ancora in pubblico, durante una serata in suo onore al Teatro Real di Madrid, cantando la ripresa di La donna è mobile nella quale esibì per l'ultima volta il leggendario registro acuto.
Nel 1976, convinto dalla nipote Carla che aveva adottato, ruppe la promessa fatta alla moglie e si recò a Busseto per ritirare un riconoscimento quale tenore verdiano.

## Morte
La morte improvvisa a Burjassot, presso Valencia, a 86 anni, il 17 marzo 1979, impedì un suo programmato e stabile ritorno a Roma.
Venne seppellito a Godella, paese vicino a Burjassot, vicino all'amata consorte; sulla lapide è scritto: "il mio corpo alla Spagna, il mio cuore a Roma, la mia anima a Dio".

## Vocalità e Personalità
Dotato di una voce naturalmente squillantissima, come forse nessun'altra nella storia del canto e della discografia, sebbene almeno in principio alquanto leggera e limitatamente voluminosa, come riportato da molti, tra i quali Lauri-Volpi stesso nelle sue "Voci Parallele", a partire dalla fine degli anni venti (1928 circa), grazie alla guida della moglie e soprano Maria Ros, crebbe gradualmente in tenore lirico spinto, potendo affrontare, nel corso della propria lunghissima carriera di oltre quarant'anni, ruoli precipuamente eroici e drammatici. Con circa tre ottave di estensione vocale a propria disposizione, fino al Fa sovracuto in voce piena e dal vivo (in sede di studio fino al Sol sovracuto, secondo alcuni addirittura fino al La♭), quello di Giacomo Lauri-Volpi costituì, come testimoniato dal pubblico suo coevo, dai colleghi, e dalle numerose sue registrazioni, uno dei massimi strumenti tenorili della storia in termini di potenza (il celebre soprano drammatico Maria Caniglia dichiarò come, durante le prove, la voce di Lauri-Volpi, ultrasessantenne ed a fine carriera, riuscisse a soverchiare l'intera orchestra, rendendola inudibile), lucentezza, perfezione del chiaroscuro, dei fiati e del legato, facilità di emissione, morbidezza, nitore, nobiltà del fraseggio, ed agilità. Leggendari ed insuperati restano tutt'oggi i suoi acuti, unici e potentissimi, come fulminanti lame d'argento, apparentemente prive di vibrato, e talvolta addirittura crescenti pur nelle tonalità più estreme (ed ai più già in partenza precluse); acuti tramite i quali Lauri-Volpi esprimeva il massimo della propria vera e straordinaria natura vocale, in accordo con gli insegnamenti del suo maestro, Toto Cotogni; maestro il quale sempre lo esortò, nel rispetto della propria corda di tenore e del belcanto, a mantenere leggeri i centri (propri invece dei baritoni) per risolvere solamente negli acuti, tramite il previo concepimento mentale del suono puro.  
Come riportato da più fonti distinte, tra le quali il librettista dell'opera stessa, Giuseppe Adami, quella di Giacomo Lauri-Volpi fu la voce che ispirò Puccini per la creazione del ruolo del Principe Ignoto nella Turandot. 
Uomo apparentemente polemico, bellicoso ed irremovibile, nonché, come sembra emergere anche dai racconti della nipote (poi figlia adottiva) Carla, assai suscettibile ed a tratti fortemente iracondo (cui la proverbiale incompatibilità con l'altrettanto irascibile e sanguigno direttore Arturo Toscanini, che difatti a lui preferì, forse in maniera arbitraria, e con tutta probabilità contro la volontà originale dello stesso Puccini, Miguel Fleta nel ruolo di Calaf per la prima della Turandot alla Scala del 1926), Giacomo Lauri-Volpi fu nondimeno persona di enormi cultura ed umanità, di profondissima fede cristiana, permeata da una concezione spirituale e sensibile dell'arte e del mondo tutto. Fu un abile ed agguerrito scrittore; autore prolifico di saggi e di dissertazioni di varia natura, tra i quali anche le già citate, e nel proprio ambito celeberrime, "Voci Parallele". Scrisse di yoga, incorporando le pratiche e le indicazioni di questo sistema al proprio ideale del canto, prima che tale dottrina potesse anche solo diventare vagamente nota in Italia; soprattutto ad un grande pubblico, come solo decenni dopo avvenne.     
Definì il falsetto "il cancro della voce", ponendolo in contrapposizione assoluta con la mezzavoce, e ritenendolo finanche una forma di adulterazione (quasi sessuale) dei suoni cantati. E proprio in quanto persona dalle convinzioni sovente assai forti e categoriche, ebbe modo di deprecare apertamente certune voci tenorili, in gran voga negli anni '70, accusandole di essere in grado di raggiungere gli acuti solo tramite l'uso proprio del falsetto, stroncandole a tutti gli effetti in quanto, a parer suo, prive di qualsivoglia autentico eroismo vocale.    

## Gli allievi
Non ebbe allievi regolari, ma le sue "lezioni di canto", incontri estemporanei caratterizzati da cordialità e scambio tra "colleghi" senza alcun fine di lucro, furono importanti per la carriera del tenore Franco Corelli che si rivolse a lui in un momento di "difficoltà artistica". Dette importanti consigli e indicazioni tecniche, tra gli altri, anche all'allora giovanissimo tenore Giuliano Ciannella.

## Curiosità
Salvò al fronte il figlio di Luigi Pirandello nel corso dei combattimenti della prima guerra mondiale, diventando alla cessazione del conflitto amico del letterato e Premio Nobel siciliano. Un altro scrittore, invece, il britannico James Joyce, durante gli anni trenta, provò, per mezzo di diversi stratagemmi e cartelli di sfida, a minare la carriera e la fama di Lauri-Volpi, in un tentativo di sostituzione volto a portare alla gloria un tenore irlandese suo favorito, tale John O'Sullivan (oggi passato completamente nel dimenticatoio), a parer suo di gran lunga più virtuoso ed abile del divo italiano. E non solo: tronfio del proprio gusto e delle proprie simpatie personali, Joyce estese i propri tentativi di sbertucciare Lauri-Volpi anche all'ormai già defunto Caruso, e ad un altro grande tenore italiano, Giovanni Martinelli; due cantanti a loro volta, a detta di Joyce, inferiori al suo protetto O'Sullivan, e celebri solamente, al pari di Volpi, in quanto italiani di nascita. Gli attacchi sortirono effetto nullo, con di fatto il completo sfacelo della carriera di O'Sullivan in luogo di quella di Lauri-Volpi (che proseguì, del tutto indisturbata, in un'ascesa inarrestabile ad onta di tutti gli avversatori), complice anche l'amore smodato per l'alcool dell'irlandese. 
Giacomo Lauri-Volpi venne affettuosamente soprannominato "Il Cigno di Lanuvio" dagli ammiratori e della critica di tutto il mondo.  

## Repertorio
| Ruolo               | Titolo                  | Autore      |
| ------------------- | ----------------------- | ----------- |
| Fra Diavolo         | Fra Diavolo             | Auber       |
| Elvino              | La sonnambula           | Bellini     |
| Pollione            | Norma                   | Bellini     |
| Arturo Talbo        | I puritani              | Bellini     |
| Don José            | Carmen                  | Bizet       |
| Faust               | Mefistofele             | Boito       |
| Nerone              | Nerone                  | Boito       |
| Lelio Torelli       | Isabella Orsini         | Brogi       |
| Giuseppe Hagenbach  | La Wally                | Catalani    |
| Nemorino            | L'elisir d'amore        | Donizetti   |
| Edgardo             | Lucia di Lammermoor     | Donizetti   |
| Fernando            | La favorita             | Donizetti   |
| Poliuto             | Poliuto                 | Donizetti   |
| Lyonel              | Marta                   | Flotow      |
| Andrea Chénier      | Andrea Chénier          | Giordano    |
| Giannetto Malespini | La cena delle beffe     | Giordano    |
| Don Casmurro        | Don Casmurro            | Gomes jr.   |
| Faust               | Faust                   | Gounod      |
| Canio               | Pagliacci               | Leoncavallo |
| Turiddu             | Cavalleria rusticana    | Mascagni    |
| Des Grieux          | Manon                   | Massenet    |
| Alim                | Il re di Lahore         | Massenet    |
| Werther             | Werther                 | Massenet    |
| Raoul de Nangis     | Gli ugonotti            | Meyerbeer   |
| Vasco de Gama       | L'Africana              | Meyerbeer   |
| Giovanni Gallurese  | Giovanni Gallurese      | Montemezzi  |
| Enzo Grimaldo       | La Gioconda             | Ponchielli  |
| Renato Des Grieux   | Manon Lescaut           | Puccini     |
| Rodolfo             | La bohème               | Puccini     |
| Mario Cavaradossi   | Tosca                   | Puccini     |
| B. F. Pinkerton     | Madama Butterfly        | Puccini     |
| Dick Johnson        | La fanciulla del West   | Puccini     |
| Rinuccio            | Gianni Schicchi         | Puccini     |
| Calaf               | Turandot                | Puccini     |
| Conte d'Almaviva    | Il barbiere di Siviglia | Rossini     |
| Arnoldo             | Guglielmo Tell          | Rossini     |
| Licinio             | La Vestale              | Spontini    |
| Rodolfo             | Luisa Miller            | Verdi       |
| Duca di Mantova     | Rigoletto               | Verdi       |
| Manrico             | Il trovatore            | Verdi       |
| Alfredo Germont     | La traviata             | Verdi       |
| Riccardo            | Un ballo in maschera    | Verdi       |
| Don Alvaro          | La forza del destino    | Verdi       |
| Radames             | Aida                    | Verdi       |
| Otello              | Otello                  | Verdi       |
| Pedro               | Anima allegra           | Vittadini   |

## Lo scrittore
Fu anche scrittore e pubblicista prolifico; i suoi libri sono prevalentemente legati alle sue vicende biografiche, alle esperienze artistiche e alla sua "filosofia del canto".
- L'equivoco, Corbaccio, Milano, 1938 - Bongiovanni, Bologna, 1979
- A viso aperto, Bongiovanni, Bologna, 1982/83
- La prode terra, Corbaccio, Milano 1939
- Cristalli viventi, Atlantica, Roma 1948
- Voci parallele, Garzanti, Milano, 1955 - Bongiovanni, Bologna, 1977
- La voce di Cristo
- Parlando a Maria
- I misteri della voce umana
- Incontri e scontri, Trevi, Roma

## Iniziative legate al suo nome
L'associazione "Collegium Musicum" di Latina organizza dal 1987 il concorso internazionale per voci liriche “Giacomo Lauri Volpi”, (all'inizio con cadenza annuale, dal 2000 con cadenza biennale) alla memoria del tenore.